# Kathleen Van Brempt
Kathleen Van Brempt (ur. 18 listopada 1969 w Wilrijk) – belgijska i flamandzka polityk, urzędnik państwowy, posłanka do Parlamentu Europejskiego V, VII, VIII, IX i X kadencji.

## Życiorys
W 1991 ukończyła studia licencjackie z zakresu socjologii na Uniwersytecie Katolickim w Leuven. Została etatowym pracownikiem flamandzkiej Partii Socjalistycznej (przemianowanej później na Vooruit). Od 1999 była zastępczynią szefa gabinetu regionalnego ministra ds. zatrudnienia.
W 2000 po raz pierwszy objęła mandat posłanki Parlamentu Europejskiego, rok później została wybrana do rady miejskiej Antwerpii. Zrezygnowała z mandatu eurodeputowanej w 2003, obejmując stanowisko sekretarza stanu ds. pracy w belgijskim rządzie federalnym. Po wyborach w 2004, w wyniku których została posłanką do Parlamentu Flamandzkiego, powołano ją na urząd ministra ds. mobilności, gospodarki społecznej i równouprawnienia w regionalnym rządzie; stanowisko to zajmowała do 2009.
W wyborach w 2009 ponownie uzyskała mandat posłanki do Europarlamentu. Przystąpiła do grupy socjalistycznej oraz do Komisji Przemysłu, Badań Naukowych i Energii. W 2014, 2019 i 2024 z powodzeniem ubiegała się o reelekcję w kolejnych wyborach europejskich.